# صنوبر منحني
الصنوبر المنحني  نوع نباتي شجري من جُنيس الصنوبر الأبيض يتبع الفصيلة الصنوبرية. ينتشر في غرب أمريكا الشمالية من كندا إلى المكسيك.